# Thalassoma septemfasciatum
Thalassoma septemfasciatum е вид лъчеперка от семейство Зеленушкови (Labridae).

## Разпространение
Видът е ендемичен за водите на Индийския океан в Западна Австралия.

## Описание
Този вид може да достигне до 31 см на дължина.